# Revolución en libertad

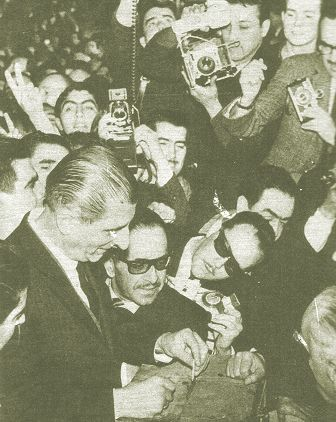
Presidentskandidaat Eduardo Frei Montalva brengt zijn stem uit tijdens de presidentsverkiezingen van 1964

"Revolución en libertad" (Nederlands: "Revolutie in Vrijheid") was in de jaren zestig van de twintigste eeuw de slagzin van de Chileense politieke partij Partido Demócrata Cristiano van president Eduardo Frei Montalva (1964-1970) en geeft een beknopte samenvatting van het hervormingsgezinde beleid van de Chileense regering.
Anders dan de socialistische oppositie betoonde Frei zich een voorstander van gematigde hervormingen en een gemengde economie. Frei keerde zich tegen de socialisten omdat volgens hem de nationalisatieplannen en een socialistische economie de vrijheden van het individu te ver zouden worden ingeperkt, terwijl de "Revolución en libertad" de vrijheden zoveel mogelijk in tact zouden houden.
Tijdens de regering van Frei (1964-1970) werden een aantal belangrijke hervormingen doorgevoerd:
- Nationalisatie van de koperindustrie;
- Meerderheidsbelangen van de overheid in een aantal grote mijnbouwondernemingen;
- Landhervorming die ervoor zorgde dat er stand van kleine zelfstandige boeren ontstond;
- Onderwijsvernieuwing zodat de kwaliteit van het onderwijs werd verbeterd en hogere onderwijsinstellingen toegankelijker werden voor studenten met een smalle beurs;
- Invoering van een basisdemocratie zodat burgers inspraak kregen in politieke besluitvorming

De socialistische president Salvador Allende (1970-1973) zette veel van de hervormingsplannen van zijn voorganger voort, maar legde anders dan Frei meer nadruk op het creëren op economische planning en nationalisatie van de basisindustrieën.